# Snooker-Saison 2018/19
Die Snooker-Saison 2018/19 war eine Serie von Snooker-Turnieren, die der Main Tour angehören.

## Saisonergebnisse
Für die Saison waren 26 Wettbewerbe in den Turnierkalender aufgenommen worden. 20 Veranstaltungen waren Weltranglistenturniere, darunter die 4 Turniere der Home Nations Series, zwei Turniere mit Amateurbeteiligung und das Shoot-Out-Turnier. Zu den 7 Einladungsturnieren gehören die 6-Red-Weltmeisterschaft, die Championship League und 2 Teamwettbewerbe.
Das Shanghai Masters verlor nach 11 Jahren den Status als Weltranglistenturnier und wird ab dieser Saison als Einladungsturnier veranstaltet. 
Neu im Tour Kalender war das Macau Masters das als Teamturnier mit Leapfrog-Challenge veranstaltet wurde.  
Das in der Vorsaison veranstaltete Romanian Masters wurde wieder aus dem Kalender gestrichen. 
Bereits in den beiden Vorjahren gab es die Players Championship für die Top 16 der Einjahreswertung. In dieser Saison wurde sie zum Coral Cup (benannt nach dem Sponsor) erweitert: Beim World Grand Prix traten zuerst die Top 32, dann die Top 16 bei der Players Championship und bei der abschließenden Tour Championship die Top 8 dieser Liste an. Die Tour Championship wurde damit gleichzeitig ab dieser Saison als neues Turnier in den Tour Kalender aufgenommen. 
Für den 23-25 November 2018 war ursprünglich die Wiederauflage der China versus Britain Challenge (Erstausgabe 2017) geplant. Wegen logistischen Problemen des Veranstalters sollte sie verschoben werden und fand dann schließlich doch nicht statt.
| Datum                             | Turnier                         | Austragungsort        | Art                   | Sieger             | Finalist          | Ergebnis |
| --------------------------------- | ------------------------------- | --------------------- | --------------------- | ------------------ | ----------------- | -------- |
| 27. bis 29. Juli 2018             | Riga Masters 2018               | Riga                  | Weltranglistenturnier | Neil Robertson     | Jack Lisowski     | 5:2      |
| 6. bis 12. August 2018            | World Open 2018                 | Yushan                | Weltranglistenturnier | Mark Williams      | David Gilbert     | 10:9     |
| 22. bis 26. August 2018           | Paul Hunter Classic 2018        | Fürth                 | Pro-Am-Turnier 1      | Kyren Wilson       | Peter Ebdon       | 4:2      |
| 3. bis 8. September 2018          | 6-Red World Championship 2018   | Bangkok               | Einladungsturnier     | Kyren Wilson       | Ding Junhui       | 8:4      |
| 10. bis 16. September 2018        | Shanghai Masters 2018           | Shanghai              | Einladungsturnier     | Ronnie O’Sullivan  | Barry Hawkins     | 11:9     |
| 24. bis 30. September 2018        | China Championship 2018         | Guangzhou             | Weltranglistenturnier | Mark Selby         | John Higgins      | 10:9     |
| 1. bis 7. Oktober 2018            | European Masters 2018           | Lommel                | Weltranglistenturnier | Jimmy Robertson    | Joe Perry         | 9:6      |
| 15. bis 21. Oktober 2018          | English Open 2018               | Crawley               | Weltranglistenturnier | Stuart Bingham     | Mark Davis        | 9:7      |
| 24. bis 25. Oktober 2018          | Macau Masters 2018              | Macau                 | Teamwettbewerb        | Team B             | Team A            | 5:1      |
| 24. bis 25. Oktober 2018          | Macau Masters 2018              | Macau                 | Leapfrog-Challenge    | Barry Hawkins      | Mark Williams     | 3:2      |
| 28. Oktober bis 4. November 2018  | International Championship 2018 | Daqing                | Weltranglistenturnier | Mark Allen         | Neil Robertson    | 10:5     |
| 5. bis 11. November 2018          | Champion of Champions 2018      | Coventry              | Einladungsturnier     | Ronnie O’Sullivan  | Kyren Wilson      | 10:9     |
| 12. bis 18. November 2018         | Northern Ireland Open 2018      | Belfast               | Weltranglistenturnier | Judd Trump         | Ronnie O’Sullivan | 9:7      |
| 27. November bis 9. Dezember 2018 | UK Championship 2018            | York                  | Weltranglistenturnier | Ronnie O’Sullivan  | Mark Allen        | 10:6     |
| 10. bis 16. Dezember 2018         | Scottish Open 2018              | Glasgow               | Weltranglistenturnier | Mark Allen         | Shaun Murphy      | 9:7      |
| 13. bis 20. Januar 2019           | Masters 2019                    | London                | Einladungsturnier     | Judd Trump         | Ronnie O’Sullivan | 10:4     |
| 30. Januar bis 3. Februar 2019    | German Masters 2019             | Berlin                | Weltranglistenturnier | Kyren Wilson       | David Gilbert     | 9:7      |
| 4. bis 10. Februar 2019           | World Grand Prix 2019           | Cheltenham            | Weltranglistenturnier | Judd Trump         | Ali Carter        | 10:6     |
| 11. bis 17. Februar 2019          | Welsh Open 2019                 | Cardiff               | Weltranglistenturnier | Neil Robertson     | Stuart Bingham    | 9:7      |
| 21. bis 24. Februar 2019          | Snooker Shoot-Out 2019          | Watford               | Weltranglistenturnier | Thepchaiya Un-Nooh | Michael Holt      | 74:0 2   |
| 27. Februar bis 3. März 2019 3    | Indian Open 2019                | Kochi                 | Weltranglistenturnier | Matthew Selt       | Lü Haotian        | 5:3      |
| 4. bis 10. März 2019              | Players Championship 2019       | Preston               | Weltranglistenturnier | Ronnie O’Sullivan  | Neil Robertson    | 10:4     |
| 1. Januar bis 14. März 2019       | Championship League 2019 4      | Coventry und Barnsley | Einladungsturnier     | Martin Gould       | Jack Lisowski     | 3:1      |
| 13. bis 17. März 2019             | Gibraltar Open 2019             | Gibraltar             | Pro-Am-Turnier 1      | Stuart Bingham     | Ryan Day          | 4:1      |
| 19. bis 24. März 2019             | Tour Championship 2019          | Llandudno             | Weltranglistenturnier | Ronnie O’Sullivan  | Neil Robertson    | 13:11    |
| 1. bis 7. April 2019              | China Open 2019                 | Peking                | Weltranglistenturnier | Neil Robertson     | Jack Lisowski     | 11:4     |
| 20. April bis 6. Mai 2019         | Snookerweltmeisterschaft 2019   | Sheffield             | Weltranglistenturnier | Judd Trump         | John Higgins      | 18:9     |

## Spieler der Main Tour 2018/19
Wegen Streitigkeiten zwischen dem Profiverband WPBSA und dem Amateurverband IBSF wurde die Main-Tour-Qualifikation über die Amateurverbände und ihre Turniere eingestellt. Nicht davon betroffen waren lediglich die U21-Weltmeisterschaft sowie Junioren- und Seniorenmeisterschaft des europäischen Verbands, bei denen sich die Spieler bereits vor der Ankündigung angemeldet hatten. Die neu eingeführte WSF Championship 2018 ersetzte die Amateurweltmeisterschaft, aus Asien, Afrika und Ozeanien gab es weder Titelträger noch Nominierungen. Dadurch reduzierte sich die Zahl der Profis in dieser Saison wieder auf 128.
Neben den 64 bestplatzierten Spielern der Weltrangliste am Ende der Saison 2017/18 und 33 Spielern, die 2017 die Startberechtigung für zwei Jahre erhalten hatten, bekommen folgende 31 Spieler einen Startplatz für die Spielzeiten 2018/19 und 2019/20:
| Qualifikation über die Einjahresrangliste - Elliot Slessor - Tian Pengfei - John Astley - Oliver Lines - Lee Walker - Mei Xiwen - Alfie Burden - Zhang Anda Qualifikation über die EBSA Amateur Play Offs - Jamie Clarke - Joe O’Connor Qualifikation über die CBSA China Tour - Zhang Jiankang - Chen Feilong Internationale Meisterschaften: - Luo Honghao (WSF-Champion) - Fan Zhengyi (IBSF-U21-Weltmeister) - Harvey Chandler (EBSA-Europameister) - Simon Lichtenberg (EBSA-U21-Europameister) | Qualifikation über die Q School (Turnier 1, Turnier 2 und Turnier 3) - Jak Jones - Sam Baird - Hammad Miah - Sam Craigie - Jordan Brown - Craig Steadman - Lu Ning - Zhao Xintong - Thor Chuan Leong - Kishan Hirani - Andy Lee (Lee Chun Wai) - Ashley Carty World Snooker Tour Card - Mohamed Ibrahim (Afrikameister) - Adam Stefanów (WSF-Vizemeister) Invitational Tour Card - James Wattana |

## Preisgeld
Die Tabelle zeigt eine Übersicht über die in dieser Saison verteilten Preisgelder, die in die Weltrangliste einflossen. Alle Beträge sind in Pfund angegeben.
| Runde                      |                                | Letzte 128                      | Letzte 64                      | Letzte 32                        | Achtelfinale | Viertelfinale | Halbfinale | Zweiter | Sieger  |
| -------------------------- | ------------------------------ | ------------------------------- | ------------------------------ | -------------------------------- | ------------ | ------------- | ---------- | ------- | ------- |
|                            |                                | Plätze 1–64 vs. Plätze 65–128   |                                |                                  |              |               |            |         |         |
| Riga Masters               |                                | 0                               | 1.500                          | 3.000                            | 4.000        | 6.000         | 15.000     | 25.000  | 50.000  |
| World Open                 |                                | 0                               | 4.000                          | 8.000                            | 13.000       | 20.000        | 32.500     | 75.000  | 150.000 |
| Paul Hunter Classic        |                                | 0                               | 600                            | 1.000                            | 1.725        | 3.000         | 4.500      | 10.000  | 20.000  |
| China Championship         |                                | 0                               | 4.000                          | 7.500                            | 13.000       | 20.000        | 32.000     | 75.000  | 150.000 |
| European Masters           |                                | 0                               | 3.000                          | 4.000                            | 6.000        | 11.000        | 17.500     | 35.000  | 75.000  |
| English Open               |                                | 0                               | 2.500                          | 3.500                            | 6.000        | 10.000        | 20.000     | 30.000  | 70.000  |
| International Championship |                                | 0                               | 4.000                          | 8.500                            | 13.500       | 21.500        | 32.000     | 75.000  | 150.000 |
| Northern Ireland Open      |                                | 0                               | 2.500                          | 3.500                            | 6.000        | 10.000        | 20.000     | 30.000  | 70.000  |
| UK Championship            |                                | 0                               | 5.000                          | 10.000                           | 15.000       | 22.500        | 35.000     | 75.000  | 170.000 |
| Scottish Open              |                                | 0                               | 2.500                          | 3.500                            | 6.000        | 10.000        | 20.000     | 30.000  | 70.000  |
| German Masters             |                                | 0                               | 3.000                          | 4.000                            | 5.000        | 10.000        | 20.000     | 35.000  | 80.000  |
| World Grand Prix           |                                | –                               | –                              | 5.000                            | 7.500        | 12.500        | 20.000     | 40.000  | 100.000 |
| Welsh Open                 |                                | 0                               | 2.500                          | 3.500                            | 6.000        | 10.000        | 20.000     | 30.000  | 70.000  |
| Snooker Shoot-Out          |                                | 250 1                           | 500                            | 1.000                            | 2.000        | 4.000         | 8.000      | 16.000  | 32.000  |
| Players Championship       |                                | –                               | –                              | –                                | 10.000       | 15.000        | 30.000     | 50.000  | 125.000 |
| Indian Open                |                                | 0                               | 2.000                          | 4.000                            | 6.000        | 10.000        | 15.000     | 25.000  | 50.000  |
| Gibraltar Open             |                                | 0                               | 1.500                          | 2.500                            | 3.000        | 4.000         | 6.000      | 12.000  | 25.000  |
| Tour Championship          |                                | –                               | –                              | –                                | –            | 20.000        | 40.000     | 60.000  | 150.000 |
| China Open                 |                                | 0                               | 5.000                          | 11.000                           | 18.000       | 27.000        | 45.000     | 90.000  | 225.000 |
| Runde                      | Letzte 144                     | Letzte 80                       | Letzte 48                      | Letzte 32                        | Achtelfinale | Viertelfinale | Halbfinale | Zweiter | Sieger  |
|                            | Plätze 17–80 vs. Plätze 81–144 | Sieger Letzte 144 gegeneinander | Sieger Letzte 80 gegeneinander | Plätze 1–16 vs. Sieger Letzte 48 |              |               |            |         |         |
| Snookerweltmeisterschaft   | 0                              | 10.000                          | 15.000                         | 20.000 2                         | 30.000       | 50.000        | 100.000    | 200.000 | 500.000 |